# کبودبال کرتی هندی
کبودبال کرتی هندی (نام علمی: Azanus uranus) نام یک گونه از سرده کبودبال‌های کرتی است.